# Antyfaszystowska Organizacja Bojowa
La Antyfaszystowska Organizacja Bojowa (polacco per Organizzazione Militare Antifascista) fu un'organizzazione clandestina formata nel 1942 nel ghetto di Białystok da ex ufficiali dell'esercito polacco.
Tra i suoi compiti c'era quello di organizzare le vie di fuga per la gente rinchiusa nel ghetto e la raccolta di armi ed equipaggiamenti per i futuri scontri con i tedeschi. Dal febbraio 1943 compì molti attacchi alle autorità naziste e alle loro forze armate che operavano nel ghetto. Il 15 agosto 1943, i membri dell'AOB iniziarono una lotta mortale contro la liquidazione del ghetto, conosciuta come rivolta del ghetto di Białystok.